# Király Tamás (divattervező)
Király Tamás (1952. szeptember 13. – Budapest, 2013. április 7.) magyar underground divattervező.

## Életpályája
Az 1980-as években kezdődött el az önálló divattervezői karrierje. Ebben az időszakban az egyik mentora volt a budapesti Petőfi Sándor utcában megnyílt New Art Stúdiónak, amely akkoriban a hazai avantgárd élet egyik szellemi központjának számított. A Belvárosban nagy érdeklődéssel kísért divatsétákat szervezett, a pécsi és szentendrei koncertkiállítás, és a Fiatal Művészek Klubjában tartott három akció – Kísértés, Kis értés, Kis sértés – után önállóan először 1984 decemberében Nyugat-Berlinben mutatkozott be ruhakölteményeivel.
Gyakran szerepelt alkotásaival a Petőfi Csarnokban is.
Gyilkosság áldozata lett.

## Színházi munkái
2009. Fiúk, lányok, Baltazár Színház – jelmeztervező
2011. Baltazáréji álom (divatszínházi előadás), Baltazár Színház – jelmeztervező